# Omegle
Омегле је била бесплатна веб локација за комуникацију која не захтева регистрацију. Креирао га је 18-годишњи Леиф К-Брукс из Бретлборо, Вермонт, САД, а лансиран је 25. марта 2009.   Услуга насумично упарује кориснике у директним сесијама где се анонимно дописују користећи имена „Ви“ и „Странац“ или „Странац 1“ и „Странац 2“ у случају шпијунског режима. Мање од месец дана након покретања, Омегле је достигао приближно 150.000 прегледа дневно,  а у марту 2010. сајт је увео могућности видео конференција. Омегле је званично угашен 8. новембра 2023. године. 